# Atomaria nigripennis
Atomaria nigripennis är en skalbaggsart som först beskrevs av Johann Gottlieb Kugelann 1794.  Atomaria nigripennis ingår i släktet Atomaria, och familjen fuktbaggar. Enligt den finländska rödlistan är arten starkt hotad i Finland. Enligt den svenska rödlistan är arten sårbar i Sverige. Arten förekommer i Götaland, Gotland, Öland och Svealand. Artens livsmiljö är byggnader.